# Săuca
Săuca è un comune della Romania di 1 448 abitanti, ubicato nel distretto di Satu Mare, nella regione storica della Transilvania. 
Il comune è formato dall'unione di 5 villaggi: Becheni, Cean, Chisău, Săuca, Silvaș.